# NGC 4214
NGC 4214 هي مجرة قزمة غير منتظمة ضلعية. تبعد حوالي 10 ملايين سنة ضوئية تقع في كوكبة السلوقيان.

## الخصائص
NGC 4214 أكبر وأكثر إشراقا من سحابة ماجلان الصغرى وكذلك من مجرة انفجار نجمي مع أكبر مناطق تشكيل النجوم (NGC 4214-I و NGC 4214-II) في مركز المجرة. من بين اثنين NGC 4214-I تحتوي على مجموعة نجوم عنقودية غنية بنجوم وولف-رايت وNGC 4214-II أصغر سنا (عمرها أقل من 3 ملايين سنة)، بما في ذلك عدد من العناقيد النجمية والعناقيد الحرة.
في NGC 4214 أيضا اثنين من العناقيد النجمية الفائقة والقديمة، لكلاهما عمر قدرة 200 مليون سنة وكتلتهما 2.6*10.5 y 1.5*106 كتلة شمسية.

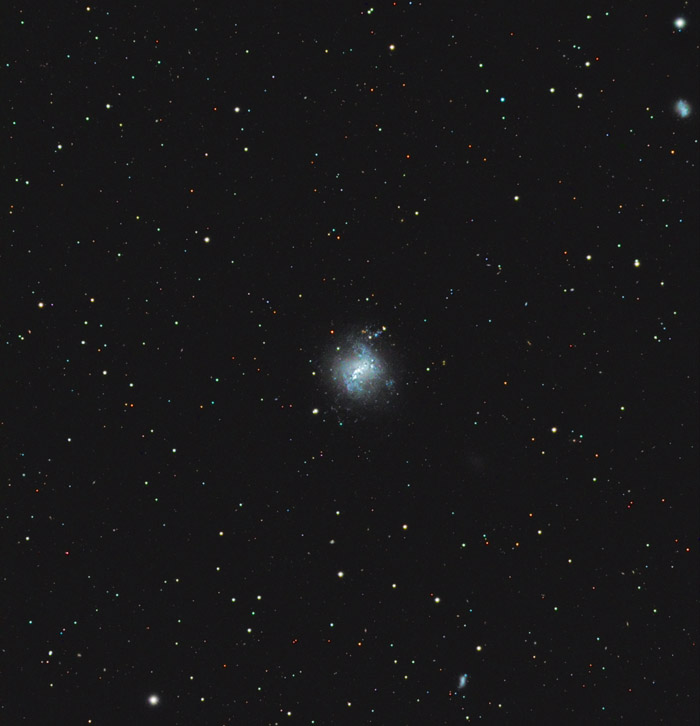
NGC 4214.

## وصلات خارجية
- NGC 4214 على موقع ويكي سكاي: DSS2, SDSS, GALEX, IRAS, Hydrogen α, X-Ray, Astrophoto, Sky Map, Articles and images